# Michaił Jegorow (1905–1945)
Michaił Anisimowicz Jegorow (ros. Михаил Анисимович Егоров, ur. 31 grudnia 1904?/13 stycznia 1905 we wsi Michajłowka obecnie w rejonie szarańskim w Baszkirii, zm. 27 stycznia 1945 w rejonie miasta Köben obecnie Chobienia w powiecie lubińskim) – radziecki wojskowy, starszy porucznik, uhonorowany pośmiertnie tytułem Bohatera Związku Radzieckiego (1945).

## Życiorys
Urodził się w rosyjskiej rodzinie chłopskiej. Miał wykształcenie niepełne średnie, pracował w kołchozie, w 1938 został członkiem WKP(b), potem objął funkcję II sekretarza szarańskiego rejonowego komitetu partii. W kwietniu 1943 został powołany do Armii Czerwonej, w 1944 skończył kursy młodszych poruczników i został skierowany na front. Był dowódcą plutonu 340 gwardyjskiego pułku piechoty 121 Dywizji Piechoty 13 Armii 1 Frontu Ukraińskiego w stopniu starszego porucznika, 26-27 stycznia 1945 brał udział w forsowaniu Odry w rejonie miasta Köben, gdzie dowodzony przez niego pluton jako jeden z pierwszych przeprawił się przez rzekę i uchwycił przyczółek, odpierając kontrataki wroga i zadając Niemcom straty w wysokości do 30 zabitych. Jegorow osobiście zabił 5 niemieckich żołnierzy i oficera. Przy odpieraniu kolejnego niemieckiego kontrataku Jegorow zginął. Został pochowany w Köben (Chobieni).

## Odznaczenia
- Złota Gwiazda Bohatera Związku Radzieckiego (pośmiertnie, 10 kwietnia 1945)
- Order Lenina (pośmiertnie, 10 kwietnia 1945)
- Order Czerwonej Gwiazdy